# Basilique San Nicola in Carcere
La Basilique San Nicola in Carcere, en français Saint Nicolas en prison, est un lieu de culte catholique situé dans le rione de Sant'Angelo à Rome en Italie, près du Forum Boarium. Sur l'emplacement d'une église du VIe siècle, cette basilique chrétienne est consacrée au XIIe siècle et en partie reconstruite au XVIe siècle.

## Généralités
Le titre cardinalice de San Nicola in Carcere est institué autour de 731 par le pape Grégoire III, pour assister les prisonniers. La Basilique San Nicola in Carcere est une basilique mineure et une église station du Carême.

## Historique
La première église du site est probablement construite au VIe siècle ; une inscription du Xe siècle peut être vue sur une colonne proche de l'entrée mais la première dédicace définitive est une plaque sur l'église datant de l'an 1128. Elle est construite dans et à partir des ruines du Forum Holitorium et de ses temples, le long d'une prison qui selon une tradition (soutenue par Pline l'Ancien dans son histoire de Rome) était située dans les ruines du temple. Toutefois, in Carcere (en prison), une partie du nom de l'église, fut changé en : en Carcere Tulliano au cours du XIVe siècle, en raison d'une identification erronée. La prison remonte à l'époque byzantine.
Des spolia de tous ces vestiges antiques sont encore apparents dans l'édifice de l'église, plus particulièrement, trois colonnes du temple de Junon Sospita incorporées à la fois dans la façade de l'église du Xe siècle et celle reconstruite en 1599.
L'église est dédiée à saint Nicolas du fait de la population grecque de la région. Au XIe siècle, elle est connue comme étant l'église de Leonis Petrus, en référence à une famille juive, convertie, qui transforma le Théâtre de Marcellus voisin en forteresse. 
La basilique est reconstruite en 1599, avec une nouvelle façade de Giacomo della Porta. La tour médiévale et son clocher, abandonnés à l'époque, ont été préservés.

## Célébrations
La basilique est connue pour les dévotions à la Vierge : l'une est célébrée en Italie à l'occasion Notre-Dame de Pompéi (dont la fête est célébrée à la Basilique San Nicola in Carcere) et l'autre est Notre-Dame de Guadalupe (Mexique (une reproduction de la peinture de la Vierge miraculeuse a été envoyée à la basilique, du Mexique, en 1773). Sous le maître-autel se trouve une ancienne baignoire en basalte contenant des reliques de martyrs.

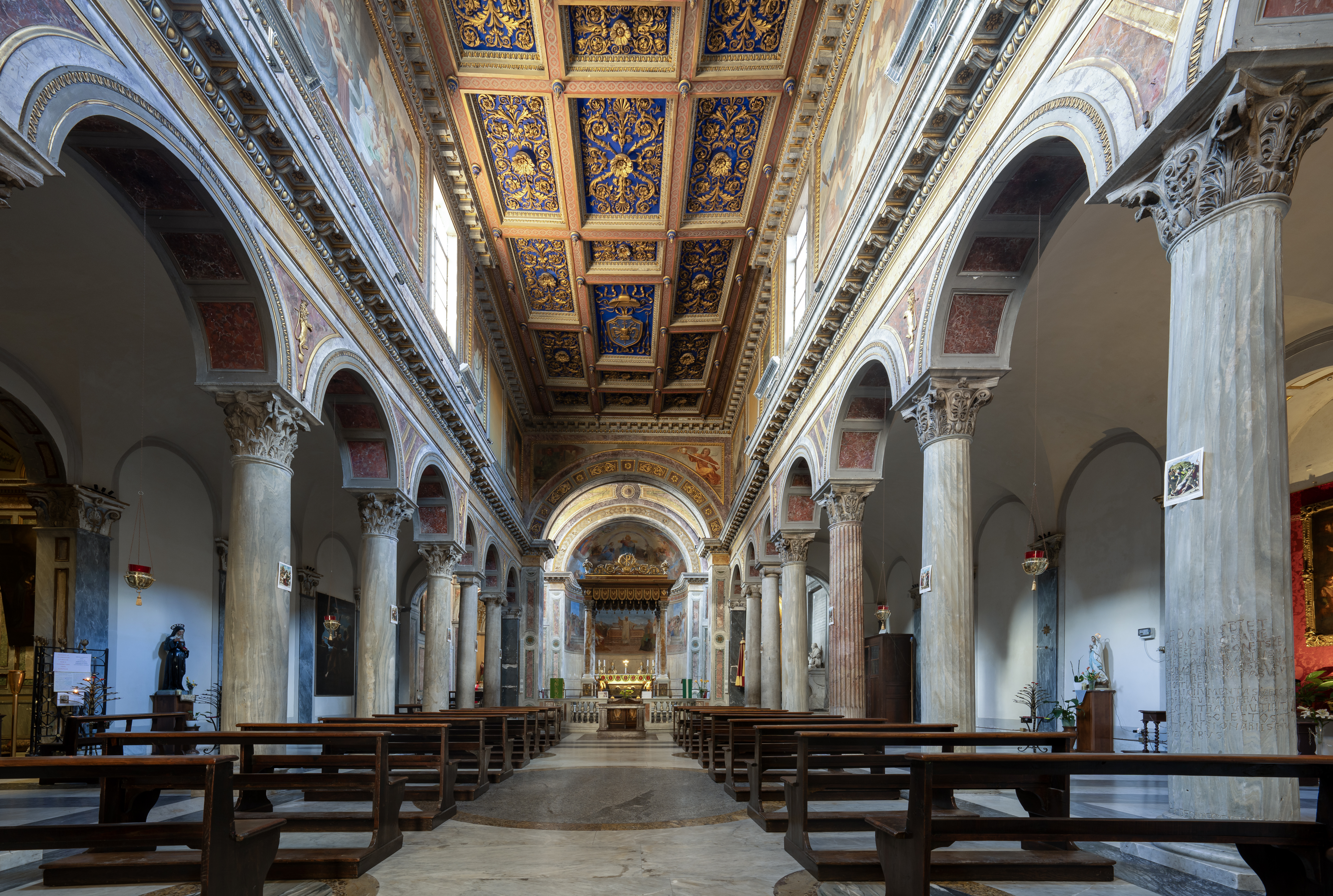
L'intérieur de la basilique